# Lijst van onroerend erfgoed in Pepingen
Een overzicht van het onroerend erfgoed in de gemeente Pepingen. Het onroerend erfgoed maakt deel uit van het cultureel erfgoed in België.

## Bouwkundig erfgoed
| Object                                                   | Erfgoedstatus?                    | Bouwjaar of architect | Deelgemeente | Adres                    | Coördinaten                   | Nummer? | Afbeelding                                               |
| -------------------------------------------------------- | --------------------------------- | --------------------- | ------------ | ------------------------ | ----------------------------- | ------- | -------------------------------------------------------- |
| Parochiekerk Sint-Martinus                               | Monument                          |                       | Pepingen     | Ninoofsesteenweg         | 50° 45' 33" NB, 4° 9' 35" OL  | 40336   | Parochiekerk Sint-Martinus                               |
| Kasteel ten Dael                                         |                                   |                       | Pepingen     | Hondzochtstraat 62       | 50° 43' 42" NB, 4° 9' 2" OL   | 40337   | Kasteel ten Dael                                         |
| Manebroekkasteel                                         |                                   |                       | Pepingen     | Manebroek 1              | 50° 45' 24" NB, 4° 11' 39" OL | 134763  | Manebroekkasteel                                         |
| Semi-gesloten hoeve                                      |                                   |                       | Pepingen     | Beringen 1               | 50° 45' 43" NB, 4° 9' 2" OL   | 40340   | Semi-gesloten hoeve                                      |
| Gesloten hoeve                                           |                                   |                       | Pepingen     | Buvingen 2               | 50° 45' 12" NB, 4° 10' 19" OL | 40342   | Gesloten hoeve                                           |
| Gesloten hoeve                                           |                                   |                       | Pepingen     | Geynsberg 1              | 50° 46' 6" NB, 4° 10' 14" OL  | 40343   | Gesloten hoeve                                           |
| Semi-gesloten hoeve                                      |                                   |                       | Pepingen     | Hondzochtstraat 64-66    | 50° 43' 42" NB, 4° 9' 1" OL   | 40344   | Semi-gesloten hoeve                                      |
| Semi-gesloten hoeve Hogeschuurhoeve                      |                                   |                       | Pepingen     | Molenstraat 37           | 50° 43' 49" NB, 4° 8' 6" OL   | 40345   | Semi-gesloten hoeve Hogeschuurhoeve                      |
| Boerenhuis                                               |                                   |                       | Pepingen     | Steenweg op Elingen 42   |                               | 40347   | Boerenhuis                                               |
| Gesloten hoeve Godsgasthuis Van der Stokken              | Monument                          |                       | Pepingen     | Ninoofsesteenweg 145     | 50° 45' 32" NB, 4° 9' 38" OL  | 40348   | Gesloten hoeve Godsgasthuis Van der Stokken              |
| Gesloten hoeve                                           | dorpsgezicht                      |                       | Pepingen     | Ninoofsesteenweg 108-110 | 50° 45' 35" NB, 4° 9' 35" OL  | 40349   | Gesloten hoeve                                           |
| Gesloten hoeve                                           |                                   |                       | Pepingen     | Termeren 1               | 50° 44' 57" NB, 4° 11' 5" OL  | 40353   | Gesloten hoeve                                           |
| Gesloten hoeve Den Hert                                  |                                   |                       | Pepingen     | Kestergat 22             | 50° 46' 23" NB, 4° 9' 14" OL  | 40355   | Gesloten hoeve Den Hert                                  |
| Gesloten hoeve Hof te Mol                                |                                   |                       | Pepingen     | Lossestraat 3            | 50° 46' 5" NB, 4° 9' 21" OL   | 40356   | Gesloten hoeve Hof te Mol                                |
| Hoeve                                                    |                                   |                       | Pepingen     | Lossestraat 9            | 50° 46' 35" NB, 4° 9' 7" OL   | 40357   | Hoeve                                                    |
| Parochiekerk Onze-Lieve-Vrouw met kerkhof                | Monument                          |                       | Beert        | Nederbeertstraat         | 50° 44' 20" NB, 4° 10' 45" OL | 40358   | Parochiekerk Onze-Lieve-Vrouw met kerkhof                |
| Boerenburgerhuis                                         |                                   |                       | Beert        | Johan Demaegtstraat 9    | 50° 44' 18" NB, 4° 10' 46" OL | 40361   | Boerenburgerhuis                                         |
| Hoeve                                                    |                                   |                       | Beert        | Johan Demaegtstraat 8    | 50° 44' 17" NB, 4° 10' 48" OL | 40362   | Hoeve                                                    |
| Gesloten hoeve Schaliënhof of Grimmingenhof              |                                   |                       | Beert        | Eikstraat 1              | 50° 43' 59" NB, 4° 11' 11" OL | 40363   | Gesloten hoeve Schaliënhof of Grimmingenhof              |
| Semi-gesloten hoeve                                      |                                   |                       | Beert        | Eikstraat 30, 31         | 50° 44' 26" NB, 4° 10' 54" OL | 40365   | Semi-gesloten hoeve                                      |
| Gesloten hoeve Hof ten Puttenberg                        |                                   |                       | Beert        | Eikstraat 56             | 50° 44' 50" NB, 4° 10' 48" OL | 40366   | Gesloten hoeve Hof ten Puttenberg                        |
| Gesloten hoeve                                           |                                   |                       | Beert        | Nederbeertstraat 14      | 50° 44' 13" NB, 4° 10' 21" OL | 40367   | Gesloten hoeve                                           |
| Parochiekerk Onze-Lieve-Vrouw met kerkhof                | Monument                          |                       | Bellingen    | Cantempréstraat          | 50° 44' 47" NB, 4° 9' 17" OL  | 40368   | Parochiekerk Onze-Lieve-Vrouw met kerkhof                |
| Pastorie Onze-Lieve-Vrouwparochie                        | dorpsgezicht                      |                       | Bellingen    | Cantempréstraat 1        | 50° 44' 48" NB, 4° 9' 21" OL  | 40369   | Pastorie Onze-Lieve-Vrouwparochie                        |
| Abdijhoeve Cantimpré                                     | Monument                          |                       | Bellingen    | Cantempréstraat 3        | 50° 44' 48" NB, 4° 9' 13" OL  | 40370   | Abdijhoeve Cantimpré                                     |
| Parochiekerk Sint-Theodardus                             | toren (monument) orgel (monument) |                       | Bogaarden    | Ring                     | 50° 44' 23" NB, 4° 8' 6" OL   | 40371   | Parochiekerk Sint-Theodardus                             |
| Sint-Annakapel                                           |                                   |                       | Bogaarden    | Bautebrugstraat          | 50° 43' 40" NB, 4° 7' 32" OL  | 40372   | Sint-Annakapel                                           |
| Gesloten hoeve                                           |                                   |                       | Bogaarden    | Bautebrugstraat 11       | 50° 43' 7" NB, 4° 6' 57" OL   | 40373   | Gesloten hoeve                                           |
| Gemeentehuis van Bogaarden                               | dorpsgezicht                      |                       | Bogaarden    | Ring 11                  | 50° 44' 24" NB, 4° 8' 7" OL   | 40375   | Gemeentehuis van Bogaarden                               |
| Hof ten Bos                                              |                                   |                       | Bogaarden    | Hof-ten-Bos 1            | 50° 43' 23" NB, 4° 7' 58" OL  | 40376   | Hof ten Bos                                              |
| Smidse                                                   | dorpsgezicht                      |                       | Bogaarden    | Huttestraat 1            | 50° 44' 26" NB, 4° 8' 8" OL   | 40377   | Smidse                                                   |
| Boerenhuis met kapel                                     |                                   |                       | Bogaarden    | Heikruisesteenweg 10     |                               | 40378   | Boerenhuis met kapel                                     |
| 't Hof te Naiens                                         |                                   |                       | Bogaarden    | Groenstraat 8            | 50° 44' 5" NB, 4° 7' 37" OL   | 40379   | 't Hof te Naiens                                         |
| Bosveldhoeve                                             |                                   |                       | Bogaarden    | Heikruisesteenweg 14     | 50° 43' 40" NB, 4° 7' 41" OL  | 40380   | Bosveldhoeve                                             |
| Hof ter Kammen                                           | Monument                          |                       | Bogaarden    | Terkammenstraat 31       | 50° 44' 35" NB, 4° 8' 47" OL  | 40381   | Hof ter Kammen                                           |
| Parochiekerk Sint-Amandus met kerkhof                    | orgel (monument)                  |                       | Elingen      | Zwarte Molenstraat       | 50° 46' 47" NB, 4° 10' 16" OL | 40382   | Parochiekerk Sint-Amandus met kerkhof                    |
| Gesloten hoeve                                           |                                   |                       | Elingen      | Borrestraat 3            | 50° 46' 48" NB, 4° 10' 9" OL  | 40383   | Gesloten hoeve                                           |
| Gesloten hoevetje                                        |                                   |                       | Elingen      | Lenniksesteenweg 47      | 50° 46' 40" NB, 4° 10' 3" OL  | 40384   | Gesloten hoevetje                                        |
| Gesloten hoeve                                           |                                   |                       | Elingen      | Zwarte Molenstraat 22    | 50° 46' 44" NB, 4° 10' 16" OL | 40385   | Gesloten hoeve                                           |
| Gesloten hoeve                                           |                                   |                       | Elingen      | Zwarte Molenstraat 23    | 50° 46' 46" NB, 4° 10' 14" OL | 40386   | Gesloten hoeve                                           |
| Boerenburgerhuis                                         |                                   |                       | Elingen      | Hallebaan 2              | 50° 46' 45" NB, 4° 10' 20" OL | 40387   | Boerenburgerhuis                                         |
| Boerenburgerhuis                                         |                                   |                       | Elingen      | Hallebaan 6              | 50° 46' 44" NB, 4° 10' 22" OL | 40388   | Boerenburgerhuis                                         |
| Gesloten hoeve                                           |                                   |                       | Elingen      | Hoekstraat 3             | 50° 46' 37" NB, 4° 9' 57" OL  | 40389   | Gesloten hoeve                                           |
| Gesloten hoeve                                           |                                   |                       | Elingen      | Zwarte Molenstraat 66    | 50° 47' 9" NB, 4° 10' 56" OL  | 40390   | Gesloten hoeve                                           |
| Windmolen Zwarte Molen                                   |                                   |                       | Elingen      | Zwarte Molenstraat z.nr. | 50° 47' 8" NB, 4° 10' 56" OL  | 40391   | Windmolen Zwarte Molen                                   |
| Parochiekerk Onze-Lieve-Vrouw van Altijddurende Bijstand |                                   |                       | Heikruis     | Plaats                   | 50° 44' 6" NB, 4° 6' 42" OL   | 40392   | Parochiekerk Onze-Lieve-Vrouw van Altijddurende Bijstand |
| Gemeentehuis van Heikruis                                |                                   |                       | Heikruis     | Molenhofstraat 32-34     | 50° 44' 3" NB, 4° 6' 48" OL   | 40393   | Gemeentehuis van Heikruis                                |
| Pastorie Sint-Bernardusparochie                          |                                   |                       | Heikruis     | Molenhofstraat 38        | 50° 44' 6" NB, 4° 6' 46" OL   | 40394   | Pastorie Sint-Bernardusparochie                          |
| Hof ter Plutsingen                                       |                                   |                       | Heikruis     | Brusselbaan 1            | 50° 44' 41" NB, 4° 7' 5" OL   | 40395   | Hof ter Plutsingen                                       |
| Hof ter Meulen, ook Hof Tasseniers                       |                                   |                       | Heikruis     | Molenhofstraat 4         | 50° 43' 52" NB, 4° 7' 11" OL  | 40396   | Hof ter Meulen, ook Hof Tasseniers                       |
| Gesloten hoeve                                           |                                   |                       | Heikruis     | Molenhofstraat 50        | 50° 44' 12" NB, 4° 6' 45" OL  | 40397   | Gesloten hoeve                                           |
| Gesloten hoeve Hof van Sergeantens                       |                                   |                       | Heikruis     | Ziekenhuisstraat 4       | 50° 44' 28" NB, 4° 7' 32" OL  | 40398   | Gesloten hoeve Hof van Sergeantens                       |
| Kasteel ter Rijst                                        | Monument                          |                       | Heikruis     | Terrest 2                | 50° 43' 29" NB, 4° 5' 14" OL  | 40399   | Kasteel ter Rijst                                        |
| Kapel Onze-Lieve-Vrouw                                   | Monument                          |                       | Heikruis     | Terlindenstraat          | 50° 43' 46" NB, 4° 5' 50" OL  | 40400   | Kapel Onze-Lieve-Vrouw                                   |
| Kasteel Puttenberg                                       |                                   |                       | Pepingen     | Puttenberg 1             | 50° 44' 53" NB, 4° 10' 39" OL | 76338   | Kasteel Puttenberg                                       |
| Vierkantshoeve Hof Ten Roetaert                          |                                   |                       | Heikruis     | Neerstraat 42            | 50° 44' 5" NB, 4° 6' 23" OL   | 200028  | Vierkantshoeve Hof Ten Roetaert                          |
| Hoeve en herberg De Helle                                | Monument                          |                       | Pepingen     | Trop 11                  |                               | 201105  | Hoeve en herberg De Helle                                |
| Landhuis Devalckeneer-Pilette met tuin                   | dorpsgezicht                      |                       | Pepingen     | Hoesnaek 53-55           |                               | 302473  | Landhuis Devalckeneer-Pilette met tuin                   |

### Bouwkundige gehelen
| Object                                          | Erfgoedstatus? | Bouwjaar of architect | Deelgemeente | Adres                                                                                             | Coördinaten | Nummer? | Afbeelding                                      |
| ----------------------------------------------- | -------------- | --------------------- | ------------ | ------------------------------------------------------------------------------------------------- | ----------- | ------- | ----------------------------------------------- |
| Dorpskern Pepingen                              | Dorpsgezicht   |                       | Pepingen     | Hoesnaek, Kamstraat, Kerkstraat, Ninoofsesteenweg, Vroembos                                       |             | 302472  | Dorpskern Pepingen                              |
| Hoeven Cantimpré en Hof ter Kammen met omgeving | Dorpsgezicht   |                       | Bellingen    | Cantempréstraat, Kriekelaerestraat, Kriekelaerestraat, Nerebosstraat, Terkammenstraat, Trapstraat |             | 302474  | Hoeven Cantimpré en Hof ter Kammen met omgeving |
| Dorpskern Bogaarden                             | Dorpsgezicht   |                       | Bogaarden    | Groenstraat, Huttestraat, Molenstraat, Ring, Teleweidestraat, Terkammenstraat                     |             | 302480  | Dorpskern Bogaarden                             |